# Burqush
Burqush o Burkush (en árabe: برقش‎) es un sitio arqueológico situado a 30 kilómetros al oeste de Damasco, Siria.
El cercano Wadi al-Qarn es un importante lugar de reproducción de aves silvestres en el Oriente Medio y ha sido identificado por BirdLife International como un Área Importante para las Aves.
El sitio se encuentra a una altitud de 1580 metros y domina la llanura de Damasco y la región montañosa circundante donde manadas de cabras y camellos deambulan por la zona. Debido a la naturaleza delicada del territorio cercano a las fronteras con el Líbano y el Gaulanítide, los visitantes pueden necesitar una escolta militar para acceder al sitio, que se encuentra a diez minutos a pie por un sendero empinado alejado de la carretera principal.
Julien Aliquot sugirió que el sitio pudo haber sido llamado Barkousa en la antigüedad. Esto era contrario a la ubicación de Barkusha que había sido sugerida previamente por Albrecht Alt en 1947. En el siglo VI, pasó a llamarse Justinianopolis (en griego: Ἰουστινιανούπολις, "ciudad de Justiniano") en honor al emperador bizantino Justiniano I.

## Basílica bizantina y templo romano
Hay las ruinas de dos templos romanos en el pueblo que se incluyen en un grupo de Templos del Monte Hermón.
Las ruinas de una basílica bizantina del siglo VI d. C. se encuentran en la cima de una colina que ha sido aplastada artificialmente para formar una meseta de dos niveles. El área circundante cuenta con numerosas salas de excavación de roca y criptas. Se sugiere que el podio sobre el que se construye la basílica es el de un templo romano anterior que se sugirió que data del siglo I d. C. Se cree que el templo romano en sí fue construido sobre los restos de un templo anterior que había estado en uso con fines seculares durante al menos cuatrocientos años antes y posiblemente durante muchas generaciones antes. La basílica está construida con enormes bloques de piedra y el sitio está plagado de otros bloques confusos, algunos de los cuales posiblemente se asemejen a edificios o afloramientos geológicos inusuales.
El complejo del templo en Burqush fue mencionado por la misión arqueológica alemana a Baalbek en 1903 y ha recibido poco estudio desde entonces. Gunnar Brands para la Universidad de Halle-Wittenberg llevó a cabo un estudio topográfico y arquitectónico del sitio en 1999. Frederike von Bargen está realizando una disertación que cubre los resultados de la encuesta.
El estudio observó subestructuras complejas y pretendía documentar los asentamientos circundantes, tumbas, canteras y ruinas de un templo de propilón. El estudio se vio obstaculizado por la lejanía y la altitud del sitio, el bombardeo de tanques y el hallazgo de un asentamiento en el área que era dos veces más grande de lo esperado con numerosas tumbas excavadas en la roca cerca. El sótano de la basílica se construyó con lecho de roca y mostró una alta calidad técnica de construcción. Se encontraron rastros de candelabros de bronce junto con restos de una cubierta de mármol que era blanca con vetas grises. En 1903 se registraron doce capiteles, de los cuales solo ocho permanecieron en su lugar, con tres más desplazados cerca, uno reutilizado para la agricultura medieval. La duodécima capital estaba cubierta de escombros y totalmente oculta. El muro este de la basílica presenta un pórtico. Los cimientos de lo que se pensaba que era un peristilo para la basílica se encontraron al noroeste, parte del área al norte fue despejada y nivelada por los militares. Los restos del asentamiento que se encuentran dispersos en la ladera este del cerro son también grandes construcciones en la ladera oeste.